# کاترین هاردی لوندر
کاترین هاردی لوندر (انگلیسی: Catherine Hardy Lavender؛ ۸ فوریه ۱۹۳۰ – ۸ سپتامبر ۲۰۱۷) دونده اهل ایالات متحده آمریکا بود.